# Queer.de
Queer.de ist ein LGBTI-Onlinemagazin, das seit 1. Oktober 2003 als selbstständiges Medium erscheint. Herausgegeben wird das Magazin von dem Kölner Unternehmen Queer Communications GmbH, welches aus einigen Mitarbeitern und Freunden besteht.
Geschäftsführer ist seit 2004 Micha Schulze, der zuvor die Vorgänger-Zeitung Queer herausgab und bei weiteren LGBTI-Medien wie Siegessäule arbeitete. Queer erschien von 1998 bis 2002 als überregionale schwul-lesbische Monatszeitung in Deutschland, ehe die Zeitschrift Konkurs anmeldete. Chefredakteur von Queer.de ist Norbert Blech. Weitere Autoren auf Queer.de sind unter anderem Dennis Klein, Jeja Klein, Rico Schüpbach, Phil Hollister und Erwin In het Panhuis.
Nach eigenen Angaben ist Queer.de das reichweitenstärkste LGBTI-Onlinemedium in Deutschland mit monatlich 1,5 Millionen Besuchern und vier Millionen Aufrufen.
Queer.de publiziert Nachrichtenmeldungen mit LGBTI-Bezug in verschiedenen Rubriken (Politik, Szene, Sport, Boulevard, Glaube, Lifestyle, Reise) sowie Meinungsbeiträge. Darüber hinaus gibt es Rezensionen und Kritiken zu kulturellen Neuigkeiten (Film & TV, Musik, Buch). Feste Rubriken sind außerdem das Bild und das Video des Tages sowie die Presseschau, bei der Nachrichten mit LGBTI-Bezug aus anderen (Online)-Medien gesammelt und verlinkt werden. Queer.de finanziert sich über klassische Werbung und durch Advertorials in verschiedenen Rubriken, z. B. im Bereich Reise durch Hotelporträts.
Das Magazin wird regelmäßig, vor allem von rechten und konservativen Kreisen und Organisationen, abgemahnt und verklagt.
Im Juli 2023 wurde die Kommentarfunktion wegen des Moderationsaufwands abgeschafft.